# Elmar Lohk
Elmar Lohk, född 15 juni 1901 i Vladivostok, död 11 februari 1963 i Göteborg, var en estländsk-svensk arkitekt.

## Biografi
Lohk, som växte upp i Vladivostok och Shanghai, flyttade 1921 till Darmstadt och utexaminerades som arkitekt från tekniska högskolan där 1925. Han var därefter verksam i Tallinn där han erhöll en tjänst som professor vid Tallinns tekniska universitet. Från 1934 drev han egen arkitektbyrå i staden. Under kriget flydde han till Finland, där han tjänstgjorde på Alvar Aaltos arkitektbyrå i Helsingfors 1943–1944. Han flyttade därefter till Göteborg, där han blev känd som sjukhusarkitekt i samarbete med Gustaf Birch-Lindgren. De ritade bland annat Sahlgrenska sjukhusets centralkomplex (invigt 1959). Tillsammans med Lars Ekedorff startade de arkitektfirman Birch-Lindgren, Lohk, Ekedorff AB 1961. Lohk är gravsatt på Kvibergs kyrkogård i Göteborg.

## Bilder på verk i urval

Palace Hotel, Tallinn (1936)
EEKS-majas kontorsbyggnad, Tallinn (1936)
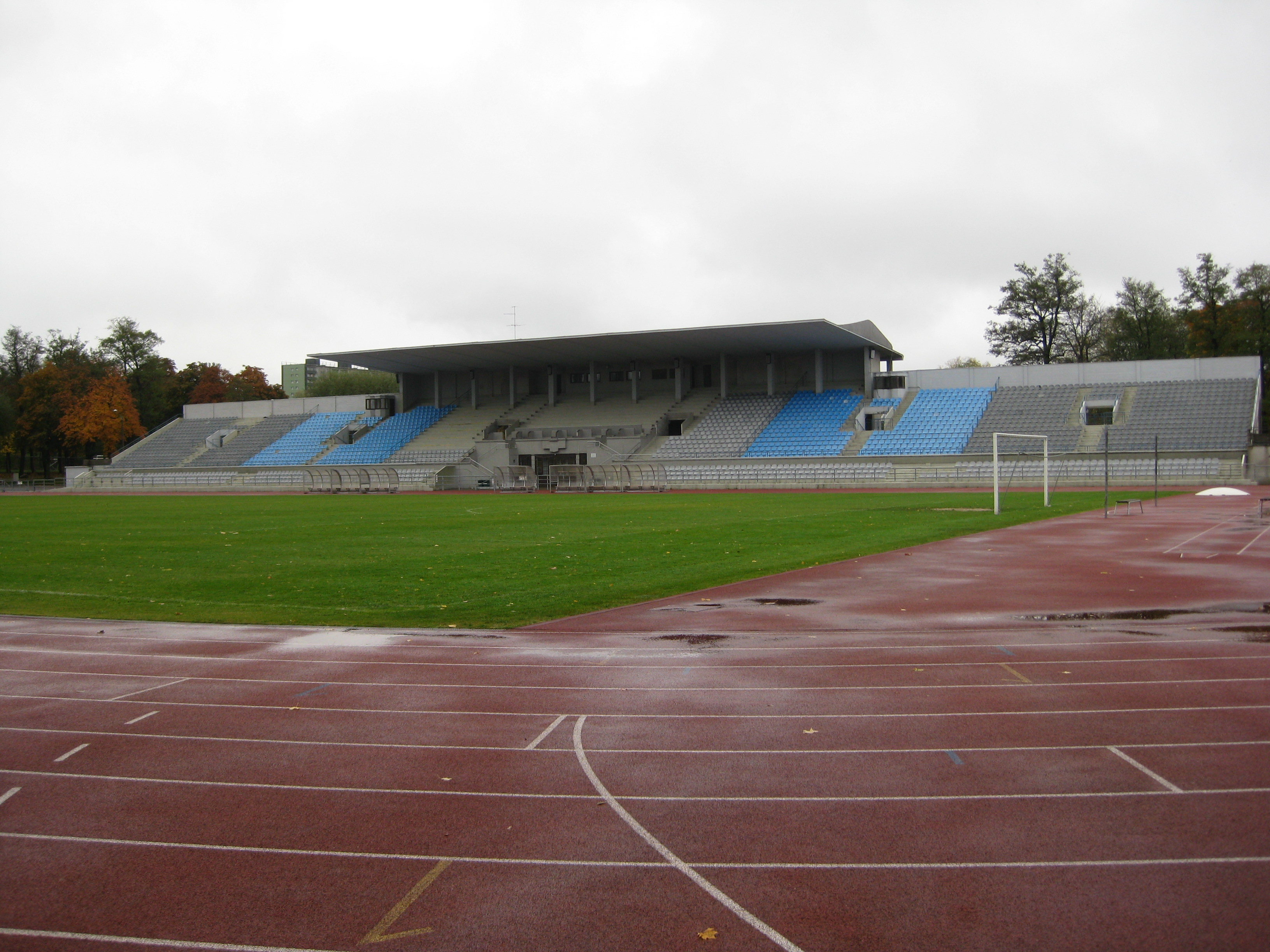
Kadrioru stadion, Tallinn (1937)
Kapten Tiidemanns villa, Tallinn (1938)
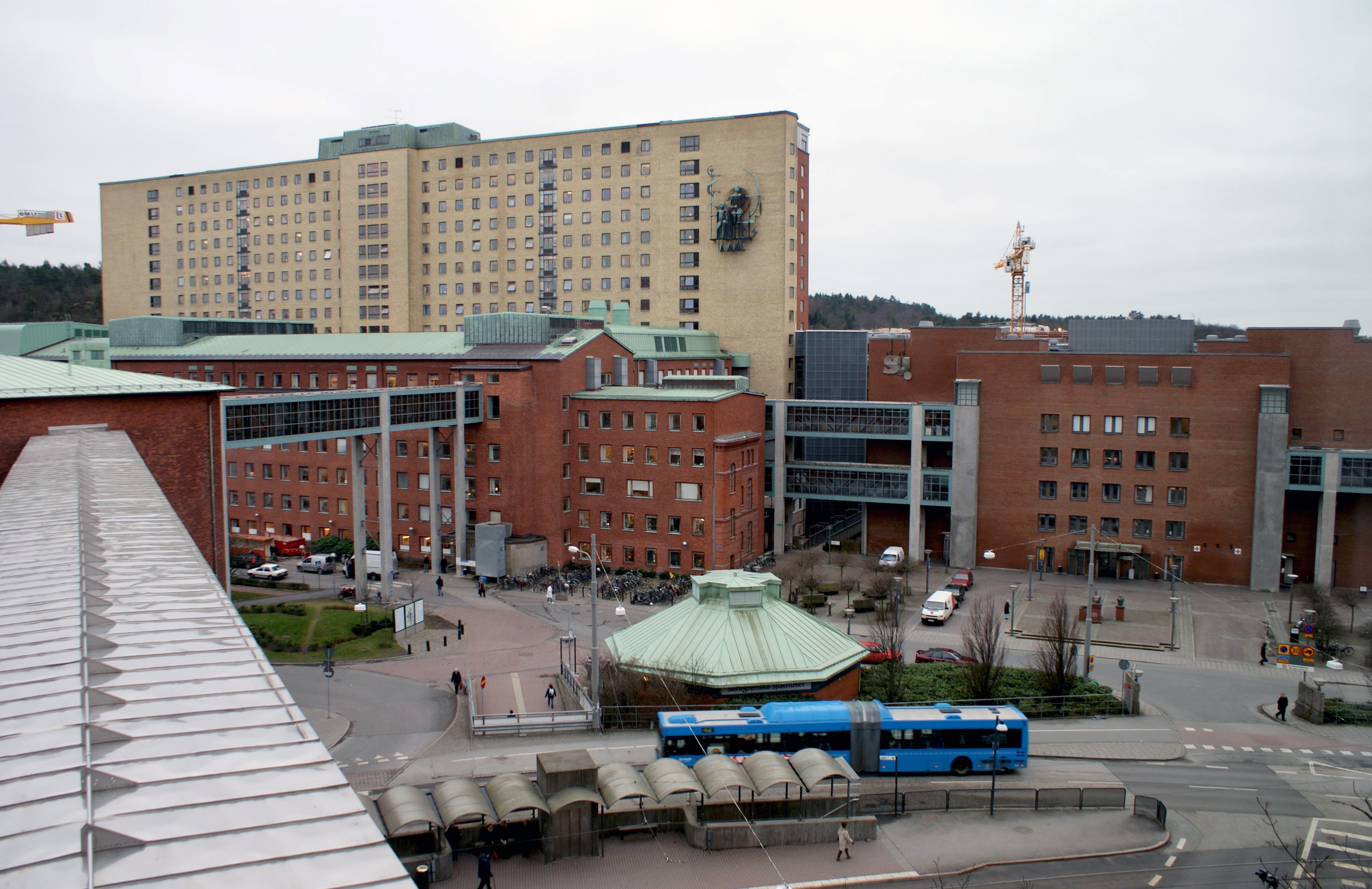
Sahlgrenska Universitetssjukhuset (1959)